# Crista do ílio
A crista do ílio (ou crista ilíaca) é a margem superior da asa do ílio e a margem superolateral da pélvis maior